# Calamus bajonado
Calamus bajonado là loài cá thuộc họ Sparidae. Loài này được Bloch & Schneider mô tả khoa học đầu tiên năm 1801.